# Mr. Hankey
Mr. Hankey, the Christmas Poo (Meneer Hankey, de Kerstdrol) is een personage uit de Amerikaanse animatieserie South Park. Hij is een pratend excrement dat elke kerstavond uit de WC springt als een scatologische evenknie van de Kerstman. Hij heeft geen kleren aan behalve een kerstmutsje en 2 witte handschoenen.
Hij verscheen voor het eerst in de aflevering Mr. Hankey, the Christmas Poo uit 1997. In een aantal kerstafleveringen maakte hij sindsdien zijn opwachting. Hij inspireerde de CD Mr. Hankey's Christmas Classics, waar de gelijknamige aflevering uit seizoen drie op is gebaseerd.